# ديفيد ستوكتون
ديفيد ستوكتون (بالإنجليزية: David Stockton)‏ مواليد 24 يونيو 1991 في سبوكين، هو لاعب كرة سلة محترف أمريكي بدأ مسيرته الاحترافية في سنة 2014 ويحمل الرقم 7. يبلغ طوله 5 قدم 11 بوصة (1.8 م). لعب مع فريق سكرامنتو كينغز.

## إحصائيات المسيرة

### الموسم الاعتيادي
| السنة   | الفريق         | لعب | بدأ | دقيقة | ميداني% | ثلاثية | حرة  | ارتداد | صنع | استلاب | تصدي | نقطة |
| ------- | -------------- | --- | --- | ----- | ------- | ------ | ---- | ------ | --- | ------ | ---- | ---- |
| 2014–15 | سكرامنتو كينغز | 3   | 0   | 11.0  | .333    | .500   | .500 | .7     | 3.0 | .7     | .0   | 2.7  |
| المسيرة |                | 3   | 0   | 11.0  | .333    | .500   | .500 | .7     | 3.0 | .7     | .0   | 2.7  |

## روابط خارجية
- ديفيد ستوكتون على موقع إن بي أي (الإنجليزية)
- ديفيد ستوكتون على موقع سبورتس رفرنس (الإنجليزية)
- ديفيد ستوكتون على موقع كرة السلة الأوروبية.كوم (الإنجليزية)
- ديفيد ستوكتون على موقع إي إس بي إن.كوم (الإنجليزية)
- ديفيد ستوكتون على موقع كلية كرة السلة في سبورتس رفرنس.كوم (الإنجليزية)
- ديفيد ستوكتون على موقع ريلجم (الإنجليزية)
- ديفيد ستوكتون على موقع بروبوليرز (الإنجليزية)
- ديفيد ستوكتون على موقع سبورتس رفرنس (الإنجليزية)
- ديفيد ستوكتون على موقع سبورتس رفرنس (الإنجليزية)